# Алпан (этрусская мифология)
Алпа́н — персонаж этрусской мифологии, вероятно богиня любви, возможно аналог древнегреческой Гармонии. Имя «Алпан» фигурирует на статуе и на подсвечнике, найденных вблизи Кортоны. Изображалась в качестве девушки в диадеме из листьев и с крыльями. Её изображения сохранились также на нескольких зеркалах, датируемыми от V до II веков до н. э.: на одном из них она изображена во время состязания Фамирида с музами, на другом — в сцене свадьбы Туран и Атуниса, на третьем — вместе с Туран, Эван и Адонисом.